# تارمو کینک
تارمو کینک (استونیایی: Tarmo Kink؛ زادهٔ ۶ اکتبر ۱۹۸۵) بازیکن فوتبال اهل استونی است.
از باشگاه‌هایی که در آن بازی کرده‌است می‌توان به باشگاه فوتبال لوادیا تالین، باشگاه فوتبال کارپاتی لووف، باشگاه فوتبال اسپارتاک مسکو، باشگاه فوتبال ناروا ترانس، باشگاه فوتبال اینورنس کالدنیون تیسل، باشگاه فوتبال میدلزبرو، و باشگاه فوتبال جوری ای‌تی‌او اشاره کرد.
وی همچنین در تیم‌های ملی فوتبال استونی بازی کرده‌است.